# NGC 4005
NGC 4005 (NGC 4007) je spiralna galaktika u zviježđu Lavu. Naknadno je utvrđeno da je NGC 4007 ista galaktika.

## Vanjske poveznice
- (eng.) SEDS: NGC 4005
- (eng.) Revidirani Novi opći katalog
- (eng.) Izvangalaktička baza podataka NASA-e i IPAC-a
- (eng.) Astronomska baza podataka SIMBAD
- (eng.) VizieR